# Justus Moor
Justus Moor (* 17. Februar 1987 in Hamm-Heessen) ist ein deutscher Politiker (SPD) und seit 2022 Mitglied des Landtages von Nordrhein-Westfalen.

## Leben und Beruf
Moor wurde 1987 in Hamm-Heessen als Kind einer Intensivkrankenschwester in der St. Barbara-Klinik Hamm-Heessen und eines Leiters eines Seniorenzentrums in Bergkamen geboren. Beide Elternteile waren Mitglieder der SPD.
Moor besuchte die Stephanusgrundschule. Von 1997 bis 2006 war Moor Schüler am Galilei-Gymnasium Hamm und schloss diese Schule mit seinem Abitur ab. Danach machte er seinen einjährigen Zivildienst beim Arbeiter-Samariter-Bund Hamm. Von Oktober 2007 bis März 2010 studierte er Wirtschaftswissenschaften an der Technischen Universität Dortmund. Zeitgleich war er Mitarbeiter im Wahlkreisbüro des SPD-Bundestagsabgeordneten Dieter Wiefelspütz. Danach machte er ein Studium der Erziehungs- und Politikwissenschaften an der Universität Bielefeld und schloss dies 2022 mit dem Bachelor of Arts ab. Dabei war er von 2010 bis 2017 zeitgleich Mitarbeiter im Wahlkreisbüro vom SPD-Landtagsabgeordneten Marc Herter. Von 2018 bis 2020 war er Angestellter in der Wasserwirtschaft in Essen und seit Oktober 2021 ist er Pädagoge in der Jugendhilfe Dortmund.

## Politische Tätigkeit
Moor ist seit 2003 Mitglied der SPD. Von 2004 bis 2011 war er Vorsitzender der Jusos im Unterbezirk Hamm. Von 2005 bis 2014 war er Mitglied in Ausschüssen der Stadt Hamm. Dabei war er von 2005 bis 2006 Mitglied im Schul- & Sportausschuss, von 2006 bis 2009 im Kinder- & Jugendhilfeausschuss und von 2009 bis 2014 erneut im Schul- & Sportausschuss. Von 2006 bis 2011 war er Vorsitzender des Rings politischer Jugend Hamm. Er war Wahlkampfleiter der SPD Heessen für die NRW-Landtagswahlen 2010, 2012 und 2017. Von 2013 bis 2017 war er Bildungsbeauftragter des SPD-Unterbezirks Hamms. Zudem war er von 2013 bis 2019 Vorsitzender des SPD-Ortsvereins Heessen. Von 2013 bis 2015 war er stellvertretender Bundesvorsitzender der Jusos.
Seit 2014 ist er Mitglied im Rat der Stadt Hamm. Ab 2014 war er stellvertretender Vorsitzender des Umweltausschusses. Seit 2017 ist er Vorsitzender der SPD-Fraktion. Seit 2020 ist er Vorsitzender des Ausschusses für Wirtschaft und Arbeit.
Moor war von Juni 2017 bis Dezember 2017 Geschäftsführer der SPD-Fraktion im Stadtrat Münster. Seit 2021 ist er Sprecher der SPD-Fraktionsvorsitzenden im Ruhrgebiet.
Bei der Landtagswahl in Nordrhein-Westfalen 2022 befand er sich auf Platz 11 der Landesliste der SPD Nordrhein-Westfalen. Im Wahlkreis Hamm I gewann er mit 45,1 % der Erststimmen das Direktmandat und zog damit in den Landtag ein.

## Politische Positionen
Moor setzt sich auf kommunalpolitischer Ebene für die Sanierung von Schulen ein. Einen Schwerpunkt von ihm liegt auf Bildungs- und Pflegepolitik.
Während seiner Zeit bei den Jusos setzte er sich gegen Rechtsextremismus und Rassismus ein. Als stellvertretender Vorsitzender war sein Schwerpunkte die Energie- und Wirtschaftspolitik sowie der Organisation einer länderübergreifenden Gedenkstättenfahrt zum 70. Jahrestag der Befreiung des Konzentrationslagers Auschwitz.
Vor der Landtagswahl in Nordrhein-Westfalen 2022 forderte er eine Verpflichtung für Photovoltaik auf „jeden Neu- und Umbau von Gewerbeimmobilien“ und die 1000-Meter-Regel bei Windkraftanlagen, Er forderte zudem die „Lieferung von schweren Waffen aus Deutschland für die Ukraine - schnell und unbürokratisch“ mit Bezug zum Russischen Überfall auf die Ukraine 2022.

## Mitgliedschaften
Moor ist Mitglied des ADFC, der AWO, des Fördervereins Freiwillige Feuerwehr Heessen, des Fördervereins Galilei-Gymnasium Hamm, des Fördervereins Willy-Brandt-Zentrum Jerusalem, des HammWiki e.V., der IG Bergbau, Chemie, Energie, des Naturschutzbundes Deutschlands und der Sozialistischen Jugend Deutschlands – Die Falken.
Er war von 2003 bis 2009 Fußballschiedsrichter im Fußball- und Leichtathletik-Verband Westfalen. Von 2007 bis 2009 war er Vorsitzender des Jugendzentrumsrats Südstraße Hamm.  Von 2007 bis 2013 war er Vorsitzender des Fördervereins HeJ e.V. für Jugendbeteiligung. Seit 2013 ist er Vize-Präsident der Arnold-Freymuth-Gesellschaft. Von 2014 bis 2016 war er stellvertretender Vorsitzender des Informations- und Dokumentationszentrum für Antirassismusarbeit und war von 2016 bis 2018 deren Vorsitzender.
Moor war von 2014 bis 2020 Mitglied im Aufsichtsrat der Stadtmarketing Hamm GmbH, der Hallenmanagement Hamm GmbH und Mitglied im Kreispolizeibeirat Hamm. Seit 2017 ist er Mitglied im Verwaltungsrat der Sparkasse Hamm und seit 2020 stellvertretender Vorsitzender. Seit 2020 ist er Vorsitzender des Aufsichtsrats der Wirtschaftsförderung Hamm.
Er spielte in seiner Jugend Fußball beim SC Eintracht Hamm und ist Fan von Borussia Dortmund.